# Din nou la 17 ani
Din nou la 17 ani (titlu original: 17 Again) este un film american din 2009 regizat de Burr Steers. Este creat în genurile comedie, fantastic. Rolurile principale au fost interpretate de actorii Matthew Perry și Zac Efron. În alte roluri au interpretat Leslie Mann, Thomas Lennon, Michelle Trachtenberg, Melora Hardin și Sterling Knight. Scenariul este scris de Jason Filardi.
Filmul a fost lansat în Statele Unite ale Americii la 17 aprilie 2009. A primit recenzii mixte de la critici și a încasat 139 de milioane de dolari americani.

## Prezentare
Mike O'Donnell (Matthew Perry) are treizeci și șapte de ani și se pare că viața sa este formată numai din eșecuri: alții sunt promovați la locul de muncă, soția sa Scarlet (Leslie Mann) a intentat divorțul, propriii săi copii - Maggie (Michelle Trachtenberg) și Alex (Sterling Knight) - nici măcar nu vor să vorbească cu tatăl lor, trebuie să locuiască cu un prieten de la școală Ned (Thomas Lennon), care a fost un tocilar la școală și acum a devenit programator. Și dintr-o dată se întâmplă un miracol: după un incident ciudat, Mike se trezește că are din nou șaptesprezece ani!
După ce cu greu l-a convins pe prietenul lui Ned că tânărul (Zac Efron) este el, Mike O'Donnell decide să-și schimbe viața și să-și ajute copiii. Pentru a face acest lucru, el îl convinge pe Ned să-l plaseze într-o școală unde au studiat cândva și acum copiii lui Mike studiază. Și începe să acționeze diferit.

## Distribuție
- Matthew Perry/Zac Efron - Mike O'Donnell/Mark Gold
- Leslie Mann/Allison Miller - Scarlet O'Donnell
- Thomas Lennon/Tyler Steelman - Ned Gold
- Michelle Trachtenberg -  Margaret Sarah "Maggie" O'Donnell
- Sterling Knight - Alex O'Donnell
- Melora Hardin - Principal Jane Masterson
- Hunter Parrish - Stan
- Nicole Sullivan - Naomi
- Kat Graham, Tiya Sircar și Melissa Ordway - Jamie, Samantha și Lauren
- Brian Doyle-Murray - ghidul spiritului magic care face posibilă transformarea.
- Josie Loren - Nicole
- Jim Gaffigan - Coach Murphy
- Margaret Cho - Mrs. Dell

## Coloana sonoră
17 Again: Original Motion Picture Soundtrack a fost lansat pe 21 aprilie 2009 de New Line Records.

### Lista pieselor
1. "On My Own" de Vincent Vincent and The Villains
2. "Can't Say No" de The Helio Sequence
3. "L.E.S. Artistes" de Santigold
4. "Naïve" de The Kooks
5. "This Is Love" de Toby Lightman
6. "You Really Wake Up the Love in Me" de The Duke Spirit
7. "The Greatest" de Cat Power
8. "Rich Girls" de The Virgins
9. "This Is for Real" de Motion City Soundtrack
10. "Drop" de Ying Yang Twins
11. "Cherish" de Kool & The Gang
12. "Bust a Move" de Young MC
13. "Danger Zone" de Kenny Loggins

### Piese suplimentare
- "Kid" de The Pretenders
- "Nookie" de Limp Bizkit
- "The Underdog" de Spoon
- "High School Never Ends" de Bowling for Soup (în reclame)
- "Push It Fergasonic (DJ Axel Mashup)" de Fergie, Salt-n-Pepa, JJ Fad

Partitura orchestrală a fost scrisă de Rolfe Kent și dirijată de Tony Blondal. A fost înregistrată la Skywalker Sound.